# Halden
Halden (em norueguês:  Halden kommune) é uma comuna da Noruega, com 640 km² de área e 30 544 habitantes (censo de 2016). Em 1939, a localidade até então chamada Fredrikshald tornou-se um município (norueguês: herred), e em 1928, o nome mudou para Halden.